# آبی‌چهره نارتا
آبی‌چهره نارتا (نام علمی: Northiella narethae) نام گونه‌ای از سرده آبی‌چهره است.
شمار این پرنده در دشت نولاربور استرالیا زیاد بوده اما از سده بیستم کمیاب شده است.